# 侵略美少女ミリ
『侵略美少女ミリ』（しんりゃくびしょうじょミリ）は、2000年12月3日から2001年3月4日までテレビ埼玉において放送された特撮テレビ番組。日曜深夜に10分放送、1話完結式のドラマ。全13話。

## 概要
仮面ライダーや変身忍者嵐などのプロデューサーだった平山亨が監督復帰作品として製作した特撮ヒロインものである。
ジョシー帝国の侵略者ミリが主人公という変わった視点のドラマである。
2003年には続編の『侵略ちょ〜美少女ミリ』も製作されている。2010年にはショートアニメ『侵略派遣美少女 ミリ』全3話が『アニたま』「月間ショート劇場」内で放送された。

## 作品の背景
この企画は、「山口貴子で一本作れないか？」という平山の意見から始まったという。なお山口貴子の父は平山の番組『仮面ライダーV3』の風見志郎候補だった人物で、同作品においてライダーマン/結城丈二役で登場した俳優山口豪久である。
山口貴子が女優をしているということで企画が進行した。その後、企画会議によって物語の骨子が出来あがり、主役になるプレ・アイドルたちを集めてのオーディションとなった。
審査の結果、主役に有賀裕子、長谷川恵美の2名まで絞られた。主役に選ばれたのは有賀裕子。スタッフによると、彼女の持っているふんわかしたキャラクターが気に入られたとのことで、台本の人物像も彼女に合わせてふんわかしたキャラクターにしたとのことである。
有賀裕子、長谷川恵美が台本読みのときに読んだセリフ「エエ～?」と「これは大変なことになったわ」というセリフで「スタッフが大爆笑した」と番組のHPの「作品の思い出」に書かれていた。
長谷川恵美も、「途中からおいしいトコを持っていくライバルキャラ」として登場することに決まったため、それまでの間を「謎の美少女」として物語に毎回登場させ、物語途中から「侵略美少女ナノ」というミリのライバルとして登場している。
この作品の登場人物にヒロイン ミリが入り浸る居酒屋のおやじに、仮面ライダー2号で人気を呼んだ佐々木剛が参加している。
佐々木も「平山さんが（監督復帰で作品を）やるなら！」と出演を快諾している。余談ではあるが、平山は佐々木の初著書『一文字隼人』出版時に寄稿しており、その中で「佐々木が復帰するから仕事をください。僕がマネージャーになるから僕に連絡を！」と書いており、進んでマネージャーを買って出てくれたこともあった恩人である。
前出の山口貴子もレギュラー出演しており、毎話共演するミリや他の少女たちの面倒を見るために自分の出番がない日でも、毎日撮影に参加していた。
ミリの母親役で登場している藤山律子は、山口貴子の亡父・山口豪久が主演した『電人ザボーガー』においてミス・ボーグ役で出演していたことがある。彼女の登場は、特撮ファンには嬉しい共演となっている。
また、作品的に「悪役が主役」という部分が宇宙猿人ゴリにスタンスがかぶるということでピープロの鷺巣富雄社長にも企画書を見せて了解してもらっている。
ミリと戦うヒーローは、「毎回違うヒーローが登場して命をかけてミリを倒す」というスタイルなので、作品のタイトルには毎話必ず「最終回」がついている。
この作品の明瀬監督は平山総監督を「師匠」と慕っており、撮影最後に「『不肖の弟子だけど、俺のできなかった悪役主役の番組を作り俺を越えた奴だ』と言っていただいたのが最高の思い出」と、作品の思い出を締めくくっている。

## 登場人物
ミリ - 有賀裕子
ジョシー帝国から派遣されたたった一人の地球侵略者。毎回、へっぽこヒーローたちに見つかって戦わされている。
ジョシー136号 - 山口貴子
ミリの上司で、宇宙の巨大戦艦からおかしな作戦指令を出す。
ナノおよび謎の美少女 - 長谷川恵美
ミリを観察していた謎の美女だったが、実は2人目の侵略美少女で、ミリのライバル。
ミリオン大元帥 - 藤山律子
ミリの母で136号よりも偉い上司でもある。居酒屋のおやじとは旧知の仲であった。
居酒屋のおやじ - 佐々木剛
作戦失敗するたびにミリが愚痴をこぼす相手。いつもおかしなことわざなどで励ますミリの味方。実はミリの…？
ヒーロー役 - 石橋正高
毎回『違うヒーロー』という設定になっており、ミリを倒すために命をかけて戦っている。

## スタッフ
- 総監督：平山亨
- 監督：明瀬礼洋
- 放送：テレビ埼玉
- 音楽監督：DUKE FUJINO
- 録音スタジオ：MOUNTAIN STUDIO

## 放送リスト
ヒーローがミリと刺し違えて退場するため、ほぼすべての回に「最終回」というサブタイトルがついている。
| 話数 | 放送日         | サブタイトル                                                            | ヒーロー                     | ヒロイン・ゲスト             |
| ---- | -------------- | ----------------------------------------------------------------------- | ---------------------------- | ---------------------------- |
| 1    | 2000年12月3日  | 大自然の覇者 クワガタンT 最終回「クワガタン自然に帰る」                 | クワガタンT/クワガタ・ミツル | ミキ（相馬珠乃）             |
| 2    | 2000年12月10日 | ホタルハイカー 最終回「敗れたり！ホタルハイカー」                       | ホタルハイカー/愁噴場鉄郎    | 鈴村あきよ（西原亜紀）       |
| 3    | 2000年12月17日 | 気合いだ!!ボスコン 最終回「さよなら！ボスコン 命をかけた100％完全燃焼」 | ボスコン                     | ロボナ（神徳映水子）         |
| 4    | 2000年12月24日 | 歩く違反キップ シンゴーンS 最終回「夕日に消えたシンゴーンS」            | シンゴーンS/シンゴ           | ミチコ（松田愛）             |
| 5    | 2001年1月7日   | 伝説の魚介類 イカヅチマン 最終回「南海の孤島 完全消滅5秒前」            | イカヅチマン                 | スミレ（関本拓加）           |
| 6    | 2001年1月14日  | ジャイガンダーロボ 「侵略者最後の日（前編）」                           | ジャイガンダーロボ           | シブキ少年（谷崎まお）       |
| 7    | 2001年1月21日  | ジャイガンダーロボ 最終回「侵略者最後の日（後編）」                     | ジャイガンダーロボ           | シブキ少年（谷崎まお）       |
| 8    | 2001年1月28日  | だいかいじゅうアンギラゴン ～番外編～結婚でアギャ！                     | アンギラゴン                 | 七瀬ひとみ（吉永彩花）       |
| 9    | 2001年2月4日   | 顔だし忍者 コムソーンX 最終回「さよなら 超時空忍者」                    | コムソーンX                  | 桃葉（佐藤麻美子）           |
| 10   | 2001年2月11日  | 池の王者 タガメンZ 最終回「涙の引退式！夕陽に消えたタガメンZ」          | タガメンZ                    | エスポー・マリ（太田千奈美） |
| 11   | 2001年2月18日  | プルルン星の使者 アユミンJ 最終回「ライバル登場！！埼玉占領作戦」       | モザイクW                    | 七星あゆみ（星川桂）         |
| 12   | 2001年2月25日  | 隠遁戦士 モザイクW 最終回「熱血のダブルアタック！！埼玉最終戦争」       | モザイクＷ ミリガンV         |                              |
| 13   | 2001年3月4日   | 完璧超人 ミリガンV 最終回「頂上対決！！埼玉電撃指令」                   | ミリガンV                    | タックンB（大河平勇樹）      |

## 主題歌・挿入歌
- 主題歌 「ザ・セカンドテーマ レオパルドンfeatringミリ」（作詞: 田中守、作編曲: レオパルドン、歌: 有賀祐子、叫び: 今川杉作）
- 挿入歌「Why？」（作詞: 田中守、作曲: 石谷光、歌: 有賀祐子）
- 挿入歌「しょせん銀河は流星雨」（作詞: 木全直弘、作曲: 羽野誠司、歌: 五代健十 有賀祐子）

## DVD
- 侵略美少女ミリ（販売元 : ローランズ・フィルム）